# 林雄一
林 雄一（はやし ゆういち）は、日本の漫画家。ローマ字表記が『月刊コミックアライブ』でHAYASHI YUICHI,『月刊ドラゴンエイジ』でHAYASHI YUUICHIとなっているので「はやし ゆういち」が本来の読みと考えられるがTwitterアカウントは@hayasi_okazuである。

## 主な作品

### 連載作品
- 異国迷路のアリスちゃん（『月刊ドラゴンエイジ』）
- 鬼切姫 〜オードバスタープリンセス〜（『チャンピオンRED』）
- コンビニロボットぽぷりちゃん（『月刊コミックアライブ』、全4巻）
- ざんねん! 番長ちゃん（『月刊コミックアライブ』、全2巻）
- DESTINY CHILD（『月刊コミックアライブ』）
- 木になる森さん（『ComicWalker』）
- ベリアル様は四天王の中でも××（『月刊コミックアライブ』、全3巻）
- 異世界居酒屋さわこさん細腕繁盛記（『ComicWalker』、全3巻）
- 聖交天使ヤリニクル（『アライブ+』〈「カドコミ」・「ニコニコ静画」内〉、既刊1巻）

### アンソロジー
- 異国迷路のクロワーゼ 〜キャラクタートリビュート〜
- ヤマノススメ コミックアンソロジー[1]
- のんのんびより 公式アンソロジー ふゆっ![2]
- くまみこ 公式アンソロジー[3]
- Re:ゼロから始める異世界生活 公式アンソロジーコミック[4]